# Burke (Vermont)
Burke és una població dels Estats Units a l'estat de Vermont. Segons el cens del 2000 tenia 1.571 habitants.

## Demografia
Segons el cens del 2000, Burke tenia 1.571 habitants, 641 habitatges, i 455 famílies. La densitat de població era de 17,8 habitants per km².
Dels 641 habitatges en un 30,4% hi vivien nens de menys de 18 anys, en un 58% hi vivien parelles casades, en un 9,8% dones solteres, i en un 29% no eren unitats familiars. En el 21,7% dels habitatges hi vivien persones soles el 5,8% de les quals corresponia a persones de 65 anys o més que vivien soles. El nombre mitjà de persones vivint en cada habitatge era de 2,45 i el nombre mitjà de persones que vivien en cada família era de 2,83.
Per edats la població es repartia de la següent manera: un 23,6% tenia menys de 18 anys, un 8% entre 18 i 24, un 28,8% entre 25 i 44, un 28,3% de 45 a 60 i un 11,4% 65 anys o més.
L'edat mediana era de 39 anys. Per cada 100 dones de 18 o més anys hi havia 102,7 homes.
La renda mediana per habitatge era de 35.268 $ i la renda mediana per família de 41.563 $. Els homes tenien una renda mediana de 28.977 $ mentre que les dones 19.509 $. La renda per capita de la població era de 20.697 $. Entorn de l'11,7% de les famílies i el 13,9% de la població estaven per davall del llindar de pobresa.